# Десаи, Радика
Радика Десаи (Radhika Desai; род. 1963) — канадский политолог и экономист. Доктор философии, профессор Манитобского университета. Лауреат Distingwished Achievement Award of World Political Economy for the 21th Century (2012).
Окончила University of Baroda (бакалавр политологии с отличием; магистр). В Университете Куинс получила степени магистра (1986) и доктора философии (1992), обе по политологии. С 1999 ассоциированный профессор, в 2006 профессор Викторианского университета. С 2006 профессор — и по 2007 завкафедрой политологии — Манитобского университета.
Член редколлегий Canadian Political Science Review, E-Social Sciences, Pacific Affairs, Global Faultlines, Research in Political Economy, Rivista Economica Critica, World Review of Political Economy, International Critical Thought.
Публиковалась в Economic and Political Weekly, New Left Review, Third World Quarterly, Guardian.
Работает над книгой The Making of the Indian Capitalist Class.
Супруг — канадский экономист Алан Фриман, также профессор университета Манитобы.

## Работы
- Сергей Бодрунов, Радика Десаи, Алан Фриман. По ту сторону глобального кризиса: ноономика, креативность, геополитэкономия. — СПб. : ИНИР, 2022. — 367 с. : ил. ISBN 978-5-00020-090-2
- Радика Десаи, Майкл Хадсон За пределами долларовой кредитократии: геополитическая экономика. — М. : Фонд развития и поддержки Международного дискуссионного клуба «Валдай», 2021. — 43 с. — (Валдайские записки / Международный дискуссионный клуб Валдай; 2021, июль, № 116) — ISBN 978-5-907318-39-7
- Capitalism, Coronavirus and War: A Geopolitical Economy
- Japan’s Secular Stagnation (2022)
- Revolutions (2020)
- Karl Polanyi and Twenty First Century Capitalism (2020)
- Geopolitical Economy: After US Hegemony, Globalization and Empire (Pluto, 2013) {Рец.}
  - Геополитическая экономия: после американской гегемонии, глобализации и империи. / Науч. ред. российского издания С. Д. Бодрунов. — М. : ИНИР им. С. Ю. Витте : Центркаталог, 2020. — 328 с. — («Современная экономическая мысль»)
- Slouching Towards Ayodhya: From Congress to Hindutva in Indian Politics (Three Essays Collective, 2nd rev ed, 2004)
- Intellectuals and Socialism: 'Social Democrats' and the Labour Party (1994)

Редактор
- Theoretical Engagements in Geopolitical Economy (2015)
- Revitalizing Marxist Theory for Today’s Capitalism (2010)
- Developmental and Cultural Nationalisms (2009)